# Adolf Krössing
Adolf Krössing (5. ledna 1848 Praha – 27. ledna 1933 Praha) byl český operní pěvec – tenorista. Byl významným představitelem postav v operách Bedřicha Smetany. V Národním divadle působil i jako režisér opery.

## Pěvecká kariéra
Adolf Krössing hrál nejdříve ochotnické divadlo a dva roky studoval zpěv u Karla Vogla. V roce 1870 získal angažmá v Prozatímním divadle a 25. září téhož roku si zahrál při premiéře definitivní verze Smetanovy opery Prodaná nevěsta svoji nejproslulejší postavu Vaška. Ihned zaujal samotného Smetanu. Přestože měl jen slabý hlas, byl mistrem jevištní improvizace a zanechával u diváků silný dojem.
V roce 1877 se oženil s Františkou Škopkovou.
Od otevření Národního divadla v Praze působil na naší první scéně, kde se objevil více než 4000 x. Jenom roli Vaška z Prodané nevěsty zahrál a zazpíval v letech 1871 – 1923 více než šestsetkrát. Jako pěvec evropského formátu zpíval roku 1888 v české premiéře opery Evžen Oněgin pod taktovkou autora P. I. Čajkovského. Krössing se uplatnil i v operetě a baletu, v letech 1896 až 1914 byl i režisérem opery (realizoval např. první provedení opery Z. Fibicha Šárka a první inscenace Kovařovicových Psohlavců a Foerstrovy Evy). Jako režisér nově nastudoval nebo přestudoval okolo 50 oper a operet.
Mezi jeho výrazné smetanovské postavy patřil Skřivánek (Tajemství), Michálek (Čertova stěna) – obě role Smetana psal přímo pro něho, dále Varneman (Braniboři v Čechách) a Budivoj (Dalibor). Mezi další známé role patřil Benda (Antonín Dvořák, Jakobín), hajný (Antonín Dvořák, Rusalka) a Ecl (Karel Kovařovic, Psohlavci).
Několik let byl rovněž učitelem mimiky na Pivodově pěvecké škole.
Pohřben je v Praze na Vyšehradském hřbitově .

## Film
Krössing v pokročilém věku hrál i v pěti českých němých filmech. Postavu Vaška z Prodané nevěsty uvedl v první němé filmové verzi této opery, jejíž zkrácený děj byl nafilmován na přírodním jevišti v pražské Šárce 16. května 1913; tento film se nedochoval, ostatní snímky alespoň v částech ano.

## Gramodesky
Adolf Krössing natočil přibližně mezi lety 1906 až 1907 na gramodesky árie z oper Hugenoti, Evžen Oněgin a Prodaná nevěsta. Později ve svých 82 letech (roku 1930) dokázal nahrát na gramofonovou verzi árii Vaška z Prodané nevěsty (Má ma-ma-matička). V té době byl Krössing již vážně nemocen, zvláště trpěl silnou cukrovkou, která byla také příčinou jeho úmrtí. Krössing byl pohřben na Vyšehradském hřbitově v Praze.

## Filmografie
- Prodaná nevěsta, 1913 – Vašek
- Legionář, 1920 – hrabě Otto Rosenberk
- Píseň života, 1924 – žebrák Konrád, bratr drožkáře Havla
- Vdavky Nanynky Kulichovy, 1925 – role neuvedena
- Svéhlavička, 1926 – zahradník